# Mantudos
Los mantudos son unas danzas tradicionales nicaragüenses de sentido religioso que son interpretadas de manera popular en la región del Pacífico de Nicaragua, principalmente en las ciudades de Chinandega, Chichigalpa y León.

## Chinandega
En 1862, antepasados de la familia Mejía de la comarca "San Benito" iniciaron la tradición del "baile del mantudo" danzando en honor al santo acompañados por una banda de filarmónicos que ejecutaban el llamado "son del mantudo". Con el paso de los años se integraron más y más danzantes, por lo que se empezó a llamar baile de los mantudos.
Cada año, los días 17 y 18 de mayo durante las festividades religiosas en memoria de san Pascual Bailón, esta danza es ejecutada por promesantes devotos de este santo católico de origen español en el barrio "El Calvario" de la ciudad de Chinandega, cabecera departamental del departamento del mismo nombre.
Toda la feligresía católica tiene la responsabilidad de organizar la danza y participar directamente en la misma como "promesantes" durante la vela y procesión de la venerada imagen de san Pascual Bailón.
Durante la vela, los promesantes bailan al son de chicheros, sin tener pasos establecidos en ldanza. Entre los danzantes no hay un término de edad, pero principalmente participan hombres que bailan sin una coreografía definida y usando máscaras para cubrirse el rostro y mantenerse incógnitos durante la procesión. Existe una variedad de pasos según el sentimiento de cada uno de los promesantes, el más común es un balanceadito en forma de vals.

### Personajes
En la estructura de la danza hay siete personajes de diablos que bailan alrededor de la imagen. Estos son el "diablo mayor" y los "diablillos" (seis), que son la representación de las siete legiones de demonios que "tentaban" al santo según la tradición popular. Para el resto de Mantudos no hay límite al número de participantes. 
Los personajes de "diablo mayor", máscara negra y "diablillos", máscaras rojas, usan máscaras bien acabadas, en tanto que el resto usan máscaras de viejos y viejas con facciones grotescas y pícaras.

### Vestuario
La vestimenta no se ajusta a un patrón establecido, sino que influye en los diseños el gusto personal de cada uno de los promesantes y el nivel de sus ingresos económicos para adquirir las prendas que necesitan. 
- Sombrero de palma, forrado con tela de colores vivos, con la parte frontal del ala recogida hacia arriba portando un espejo; adornado con flores y cintas en la parte de atrás.

- Manto o capote que cuelga por la espalda hasta más debajo de las rodillas, de color vivo y adornado con piedras brillantes.

- Camisa de mangas largas y traje por lo general raídos.

- Pantalones de trabajo raídos y con múltiples parches de colores cosidos con hilo.

- Juco, una jícara o nambira forrada con un cuero de cerdo, tiene una parte abierta y una varilla acerada al centro del cuero, que al rasparla produce un sonido seco.

- Chischil o sonaja que acompaña al juco al momento de su ejecución.

- Calcetines altos de color rojo.

- Zapatos negros o caites (sandalias rústicas) que son utilizados por lo caliente del suelo y por las pisadas recibidas durante la procesión.

### Música
La música es al son de filarmónicos o chicheros que ejecutan los sones populares de estas fiestas: "Son de san Pascual" en compás de 4/4 y "La cuchara panda" a compás de 3/4.
Entre los instrumentos de percusión están el bombo, el redoblante y los platillos, y otros instrumentos de viento como la trompeta, el saxofón, el trombón, el clarinete y la tuba. 
Los jucos y chischiles acompañan las coplas que gritan los mantudos, unas alusivas al santo y a la festividad, otras son dirigidas a ciertas personas para ridiculizarlas.

### Coplas
Señor san Pascual 

Te bailo en este son (bis) 

Mañana vamos a la procesión 

A que nos eches tu bendición (bis) 

Señor san Pascual 

Te bailo en esta mesa (bis)

Yo todos los años 

Pago mi promesa (bis) 

Señor san Pascual 

Te vengo a decir (bis) 

Que hasta que me muera 

Dejo de salir (bis) 

## León
En la ciudad de León, cada 12 de diciembre durante las fiestas en honor a la advocación de Guadalupe se realiza la danza de los mantudos ejecutada por un grupo de catorce personajes: el galán y ladama más doce soldados.
Las máscaras del galán y la dama reflejan rostros de tipos españoles. 
Los soldados llevan los rostros ocultos bajo máscaras con colmillos que asoman por la boca en la representación popular de la faz del diablo.
Esta variante es una manifestación folclórica autóctona de la comunidad indígena de Sutiava. Es una expresión de protesta, burla y repudio contra el dominio español. Su origen es el reflejo de la vivencia del amerindio con la colonización española que impuso su lengua y su religión. 
El 12 de diciembre el grupo danzante se reúne en la casa del mayordomo. De allí parte el desfile hacia la plaza del templo de Guadalupe. Pasado el día de Guadalupe, continúan las representaciones durante 12 días consecutivos en las casas que señalen cada uno de los soldados y conquistadores.